# Trash (album Alice Coopera)
Trash – osiemnasty studyjny album Alice’a Coopera z 1989 roku.

## Spis utworów
1. "Poison" (Alice Cooper, Desmond Child, John McCurry) – 4:29
2. "Spark in the Dark" (Cooper, Child) – 3:52
3. "House of Fire" (Cooper, Child, Joan Jett) – 3:47
4. "Why Trust You" (Cooper, Child) – 3:12
5. "Only My Heart Talkin'" (Cooper, Bruce Roberts, Andy Goldmark) – 4:47
6. "Bed of Nails" (Cooper, Child, Diane Warren) – 4:20
7. "This Maniac's in Love with You" (Cooper, Child, Bob Held, Tom Teeley) – 3:48
8. "Trash" (Cooper, Child, Mark Frazier, Jamie Sever) – 4:01
9. "Hell Is Living Without You" (Cooper, Child, Jon Bon Jovi, Richie Sambora) – 4:11
10. "I'm Your Gun" (Cooper, Child, McCurry) – 3:47